# Salvelinus namaycush
Salvelinus namaycush és una espècie de peix de la família dels salmònids i de l'ordre dels salmoniformes.

## Morfologia

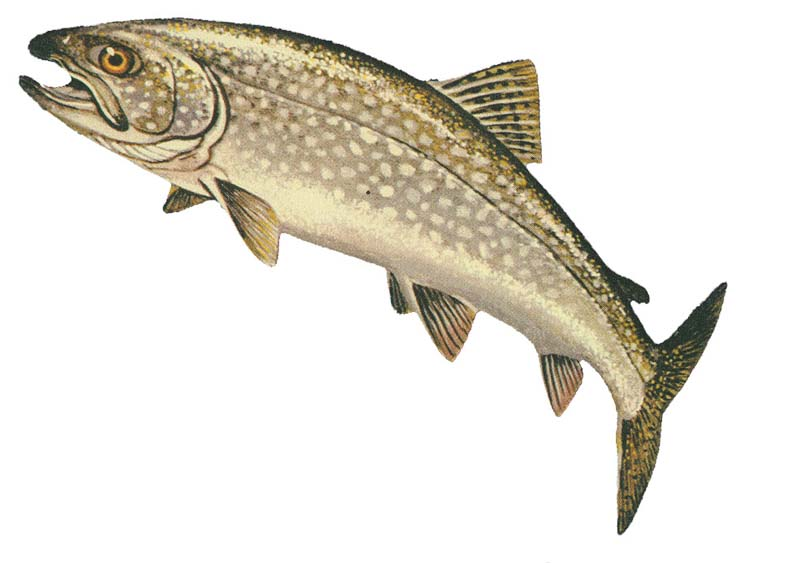
Salvelinus namaycush

Els mascles poden assolir 150 cm de longitud total i 32,7 kg de pes. Nombre de vèrtebres: 61-69.

## Alimentació
Menja esponges d'aigua dolça, crustacis, insectes, peixos (especialment del gènere Coregonus) i mamífers petits, tot i que n'hi ha poblacions que es nodreixen de plàncton.

## Depredadors
És depredat per Ameiurus nebulosus (al Canadà), Lota lota (Canadà), Prosopium cylindraceum, Ichthyomyzon unicuspis i Petromyzon marinus (als Estats Units).

## Hàbitat
Viu en zones d'aigües dolces temperades (65°N-43°S) i entre 18-53 m de fondària.

## Distribució geogràfica
Es troba a Nord-amèrica: des d'Alaska i el nord del Canadà fins a Nova Anglaterra i la conca dels Grans Llacs d'Amèrica del Nord (Canadà-Estats Units), tot i que ha estat introduït a moltes altres zones fora del seu territori original.

## Longevitat
Pot arribar a viure 50 anys.

## Estat de conservació
És molt susceptible a la contaminació, especialment als insecticides.